# La battaglia del V-1
La battaglia del V-1 (The Battle of the V.1) è un film del 1958 diretto da Vernon Sewell. È basato sul romanzo They Saved London (1955) di Bernard Newman.

## Trama
Per distruggere la bomba "V-1", un gruppo di combattenti polacchi che fanno parte del movimento di resistenza polacco partono in missione per Peenemünde.